# Tasséographie
 (octobre 2023).
 (octobre 2023).
La mise en forme du texte ne suit pas les recommandations de Wikipédia : il faut le « wikifier ».
Les points d'amélioration suivants sont les cas les plus fréquents. Le détail des points à revoir est peut-être précisé sur la page de discussion.
- Les titres sont pré-formatés par le logiciel. Ils ne sont ni en capitales, ni en gras.
- Le texte ne doit pas être écrit en capitales (les noms de famille non plus), ni en gras, ni en italique, ni en « petit »…
- Le gras n'est utilisé que pour surligner le titre de l'article dans l'introduction, une seule fois.
- L'italique est rarement utilisé : mots en langue étrangère, titres d'œuvres, noms de bateaux, etc.
- Les citations ne sont pas en italique mais en corps de texte normal. Elles sont entourées par des guillemets français : « et ».
- Les listes à puces sont à éviter, des paragraphes rédigés étant largement préférés. Les tableaux sont à réserver à la présentation de données structurées (résultats, etc.).
- Les appels de note de bas de page (petits chiffres en exposant, introduits par l'outil «  Source ») sont à placer entre la fin de phrase et le point final[comme ça].
- Les liens internes (vers d'autres articles de Wikipédia) sont à choisir avec parcimonie. Créez des liens vers des articles approfondissant le sujet. Les termes génériques sans rapport avec le sujet sont à éviter, ainsi que les répétitions de liens vers un même terme.
- Les liens externes sont à placer uniquement dans une section « Liens externes », à la fin de l'article. Ces liens sont à choisir avec parcimonie suivant les règles définies. Si un lien sert de source à l'article, son insertion dans le texte est à faire par les notes de bas de page.
- La présentation des références doit suivre les conventions bibliographiques. Il est recommandé d'utiliser les modèles {{Ouvrage}}, {{Chapitre}}, {{Article}}, {{Lien web}} et/ou {{Bibliographie}}. Le mode d'édition visuel peut mettre en forme automatiquement les références.
- Insérer une infobox (cadre d'informations à droite) n'est pas obligatoire pour parachever la mise en page.

Pour une aide détaillée, merci de consulter Aide:Wikification.
Si vous pensez que ces points ont été résolus, vous pouvez retirer ce bandeau et améliorer la mise en forme d'un autre article.

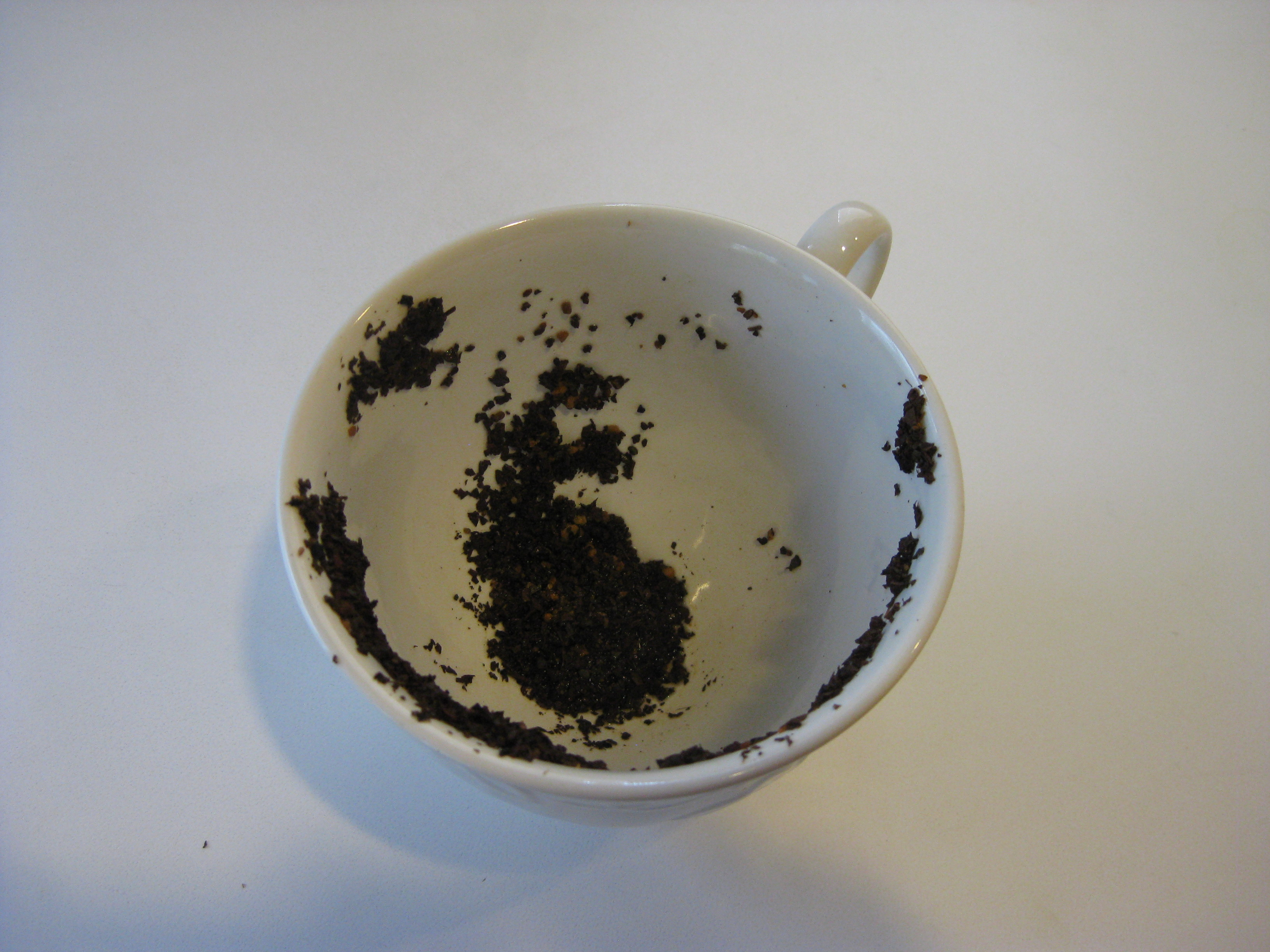
Un exemple de lecture de feuilles de thé, montrant ce qui peut être interprété comme un chien et un oiseau sur le côté de la tasse.

La tassographie (également connue sous le nom de tasséomancie, tassologie ou tasséologie) est une méthode de divination qui interprète les motifs des feuilles de thé, du marc de café ou des sédiments de vin.
Les termes dérivent du mot français tasse, qui à son tour dérive du mot arabe tassa, et des suffixes grecs respectifs -graphie (« écriture »), -mancie (« divination ») et -logie (« étude de »).

## Histoire

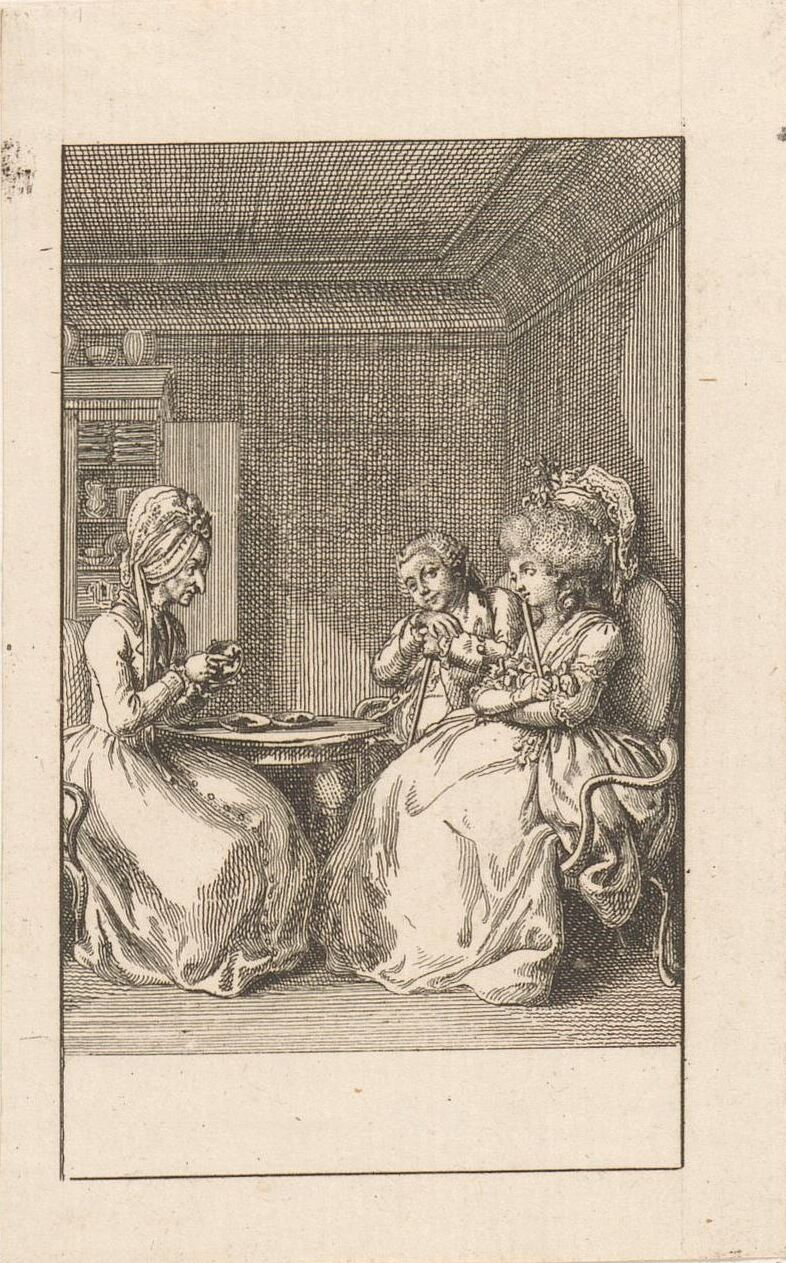
Dwaasheid van het bijgeloof (Folies de la superstition), une gravure de 1782 de Daniel Chodowiecki.

La tasséomancie a suivi les routes commerciales du thé et du café et fut donc d'abord pratiquée dans les pays baltes et slaves. Bien que ses origines exactes soient inconnues, elle est étroitement liée au peuple rom, dont le mode de vie nomade a contribué à sa propagation un peu partout en Europe de l'Ouest. Tout au long de son histoire, elle s'est pratiquée dans différentes régions avec de légères variations, ce qui indique que cette forme de divination était une tradition orale, et non pas fixée par écrit avec des règles claires. Bien qu'il ne s'agisse pas d'une pratique culturelle fermée, appartenant à une culture en particulier plus qu'à une autre, et requérant un apprentissage ou une initiation plus ou moins secrète et poussée... il est tout de même considéré comme traditionnel de demander la permission à un aîné rom, en signe de respect.
La tasséographie occidentale peut être rapprochée des méthodes employées par les diseurs de bonne aventure européens médiévaux, qui effectuaient leurs divinations à partir d'éclaboussures de cire, de plomb et d'autres substances fondues puis plongées dans des récipients (tasses, bols, coupes, chaudrons, marmites) d'eau froide. Ces méthodes médiévales ayant précédées l'arrivée du thé et du café en Europe de l'Ouest peuvent également être rapprochées de rituels similaires qu'on retrouve en Asie, tels que les pagtatawas (en).
Selon différentes sources, la divination par le marc de café serait apparue pour la première fois dans les palais ottomans au XVIe siècle. La culture du café, venue des peuples arabes, se serait d'abord répandue depuis le Yemen vers le reste du Moyen-Orient, puis dans l'Empire ottoman et les Balkans, et ensuite dans de nombreuses autres régions du monde. Le café a commencé à être consommé quelque part entre le monde arabe et l'Asie occidentale. Quant à la divination dans le café, elle trouve sa source dans les harems ottomans : lorsqu'elles s'ennuyaient, les concubines du buvaient du café, puis se prédisaient l'avenir dans le fond des tasses pour y trouver des sujets de conversation, de bavardage, de cancan, et des occasions d'échanger des ragots.

## Méthode de lecture des feuilles de thé

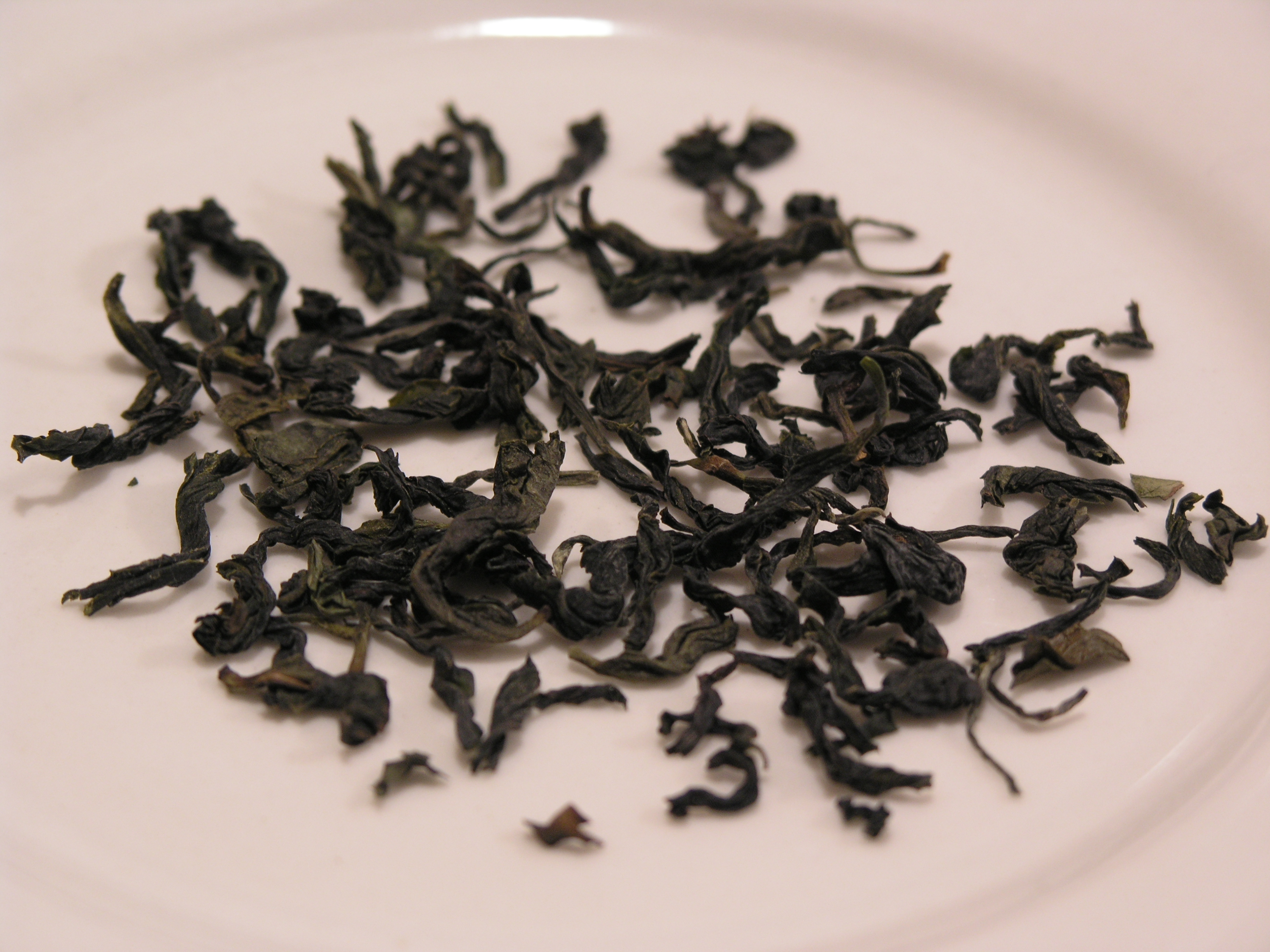
Thé Pouchong de printemps feuilles pouvant être utilisées pour la divination par tasséographie

L' Encyclopédie de l'occultisme et de la parapsychologie, cinquième édition, vol. 2, édité par J. Gordon Melton, note :
« Après avoir versé une tasse de thé, sans utiliser de filtre, le thé est bu ou jeté. La tasse doit alors être bien secouée et tout liquide restant versée dans la soucoupe. Le devin regarde alors les dessins formés par les feuilles de thé dans la tasse et, par un travail d'imagination, essaie d'en déduire des formes sujettes à interprétation. Ces formes peuvent être des lettres, un cœur, un anneau, des animaux, des objets. Ces formes sont ensuite interprétées, soit intuitivement, soit en utilisant un système symbolique standard, tel que : serpent = inimitié ou faux-semblants, épée = bonne fortune, montagne = voyage semé d'embuches, ou maison = changement, succès. »
Les méthodes décrites par Melton consistant à jeter l'eau du thé et à secouer la tasse sont en fait rarement employées ; la plupart des praticiens demandent au consultant de boire le thé, puis de faire tourner la tasse.
Concernant l'interprétation des feuilles et des figures qu'elles forment, selon James Randi, "Les feuilles du bas, nous dit-on, indiquent le futur lointain, celles du bord le futur immédiat. Les tiges des feuilles de thé représentent des personnes. Les grosses tiges très épaisses peuvent indiquer des personnes avec des problèmes de surpoids, par exemple."

## Tasses à thé diseuses de bonne aventure

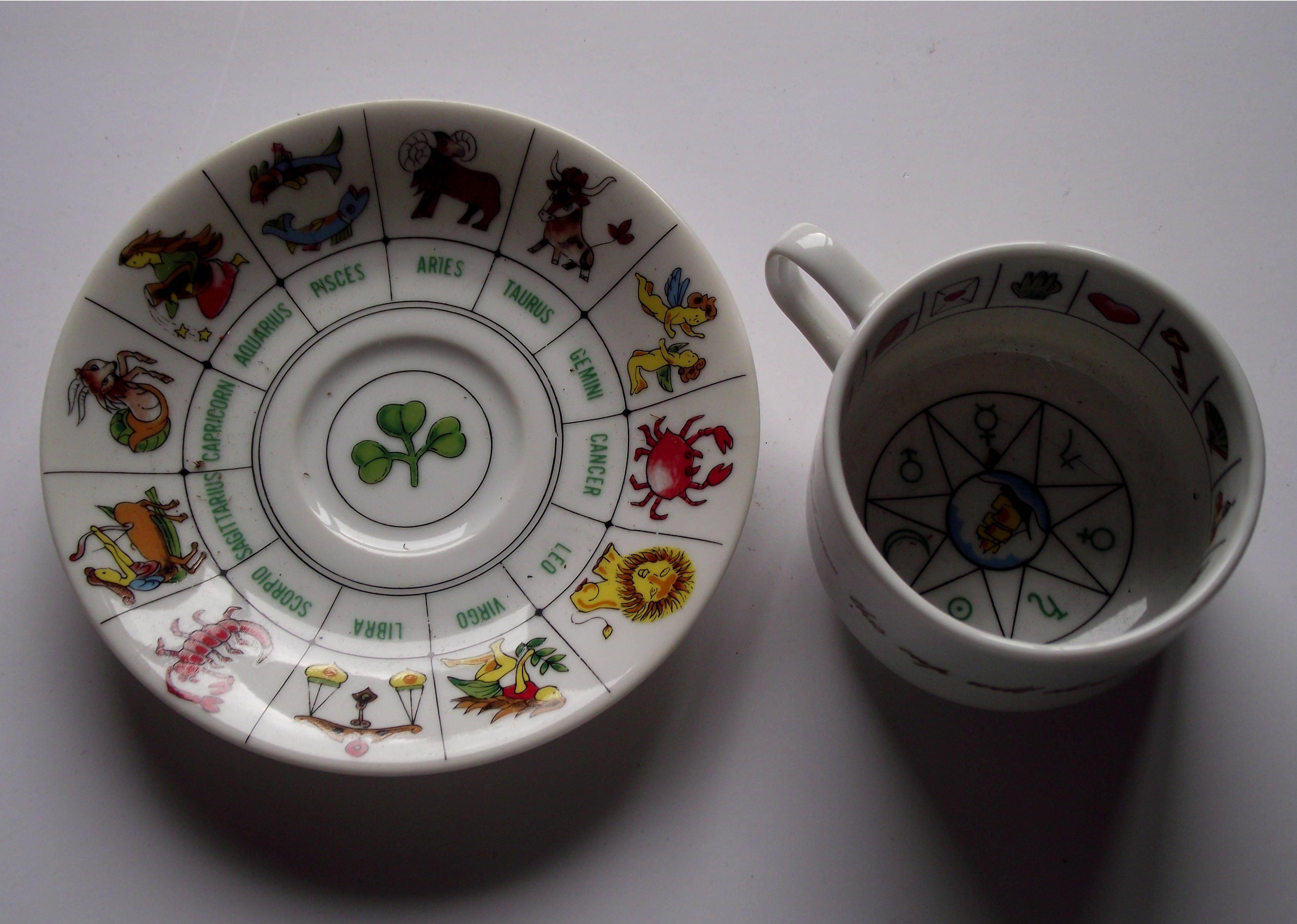
Tasse et soucoupe avec signes du zodiaque et trèfle.

Bien que de nombreuses personnes préfèrent une simple tasse blanche pour lire les feuilles de thé, il existe également des traditions concernant la position des feuilles dans la tasse, et certains trouvent donc plus facile de travailler avec des tasses marquées. À partir de la fin du XIXe siècle et jusqu'à nos jours, les potiers anglais et américains ont produit des ensembles de tasses et de soucoupes spécialement décorées à l'usage des lecteurs de feuilles de thé. Beaucoup de ces modèles sont brevetés et sont accompagnés d’instructions expliquant leur mode d’utilisation. Les modèles les plus répandus étaient ceux qui étaient offerts lors de l'achat de thé en vrac.

## Lecture dans le marc de café

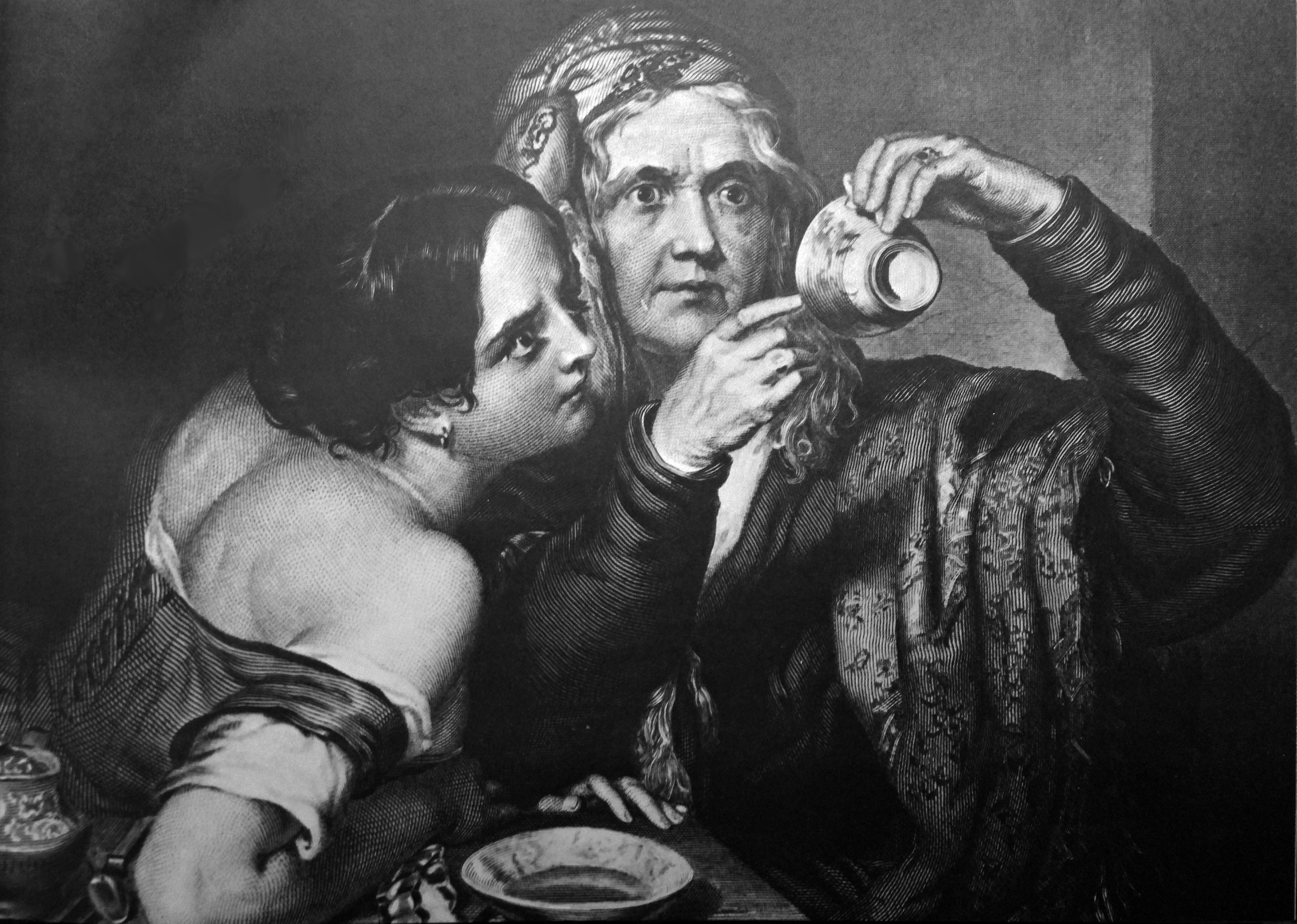
Cleas an ćopáin - Lancer de coupe, gravure de 1842 par Nicholas Joseph Crowley.

La lecture dans le marc de café est traditionnellement pratiquée avec du café d'origine arabe ou turc, car ils produisent un sédiment très épais. Le café dans la tasse est consommé et on interprète les sédiments qui se déposent au fond.
Il existe plusieurs variantes de lecture du marc de café. Elles exigent généralement que la tasse soit recouverte de la soucoupe et retournée. Dans la tradition turque, les praticiens interprètent souvent la tasse comme étant divisée en moitiés horizontales : les symboles apparaissant sur la moitié inférieure sont interprétés comme des messages concernant le passé, et les symboles apparaissant sur la moitié supérieure sont des messages concernant l'avenir. La tasse peut également être interprétée en moitiés verticales pour déterminer les réponses « oui » ou « non » à des questions fermées. Enfin on peut aussi interpréter le résultat global, la tasse dans son ensemble, afin d'en déduire, comme pour le thé, par l'observation de dessins et de symboles, des événements. Par exemple, certaines diseuses de bonne aventure peuvent « lire » les symboles dans la moitié « gauche » comme des événements ou des résultats « négatifs », tandis que les symboles dans la moitié « droite » sont « lus » comme « positifs ». D'autres devins adhèrent à la croyance que la tasse est capable de révéler des informations sur le passé, mais qu'elle ne peut pas prédire les événements au-delà de quarante jours dans le futur. La soucoupe peut également être intégrée à la lecture. Comme pour la tasse, il existe différentes variations quant à ce que représente la soucoupe.

## Symboles
Lorsqu'une tasse de thé ou de café a été bue, il reste souvent un sédiment.
Ces sédiments forment des motifs ou des symboles, offrant ainsi un vaste terrain de jeu à l'imagination, et laissant beaucoup de place à l’interprétation. Il existe de nombreuses possibilités d’images pouvant apparaître dans une tasse. Les images formées dans une tasse sont projetées et perçues de manière unique par le praticien. On dit donc souvent que la seule limite à la lecture dans une tasse est l'imagination du lecteur lui-même.
Les symboles peuvent représenter de nombreuses choses, notamment des objets physiques et des concepts abstraits. Souvent, pour faire une prédiction, le praticien interprétera aussi bien les symboles dans leur ensemble, en cherchant à les relier et les connecter les uns avec les autres, qu'individuellement.
L’interprétation des symboles peut être tirée de l’histoire, des statistiques, de références à la culture pop, de la nature, ou de la façon dont nous interagissons avec le monde. Il existe également de nombreuses interprétations classiques qui ont été développées en Grande-Bretagne à la fin du XIXe siècle, alors que la tasséomancie gagnait en popularité en tant que jeu de société.

## Dans la culture populaire
- Qari'at al-Finjan (قارئة الفنجان), une chanson arabe classique
- Dans les livres Harry Potter écrits par JK Rowling, la professeure de divination Sybill Trelawney pratique la tasséographie avec des feuilles de thé.

## Voir également
- Méthodes de divination
- Paréidolie
- Test de Rorschach